# Грос-Лібентальська волость
Грос-Лібентальська волость — історична адміністративно-територіальна одиниця Одеського повіту Херсонської губернії.
Станом на 1886 рік складалася з 9 поселень, 9 сільських громад. Населення — 14528 осіб (7345 осіб чоловічої статі та 7183 — жіночої), 1139 дворове господарство.
|                     | Площа, десятин | У тому числі орної, дес. |
| ------------------- | -------------- | ------------------------ |
| Сільських громад    | 29330          | 19230                    |
| Приватної власності | —              | —                        |
| Казенної власності  | —              | —                        |
| Іншої власності     | 1200           | 1160                     |
| Загалом             | 30530          | 20390                    |

Поселення волості:
- Грос-Лібенталь (Велика Вокаржа) — колонія німців при балці Вокаржа за 22 версти від повітового міста, 3869 осіб, 263 двір, кірха, 2 школи, поштова станція, паровий млин, 6 лавок, 4 винних погреба, ярмарок 1 травня.
- Олександерхільф — колонія німців при річці Барабої, 1567 осіб, 98 дворів, кірха, школа.
- Іозефсталь — колонія німців при річці Барабої, 1153 осіб, 121 двір, римо-католицька церква, школа.
- Клейн-Лібенталь (Мала Закарона) — колонія німців при Дальницькому Сухому лимані, 2152 особи, 162 двори, римо-католицька церква, ресторан, гідропатичне відділення, 2 винних погреба.
- Люстдорф — колонія німців при Чорному морі, 717 осіб, 46 дворів, кірха, школа, лавка, винний погріб.
- Марієнталь (Барабой) — колонія німців при річці Барабої, 1018 осіб, 108 дворів, римо-католицька церква, школа.
- Нейбург — колонія німців при річці Барабої, 1476 осіб, 110 дворів, кірха, школа.
- Петерсталь — колонія німців при річці Барабої, 1450 осіб, 126 дворів, лютеранська церква, школа, лавка.
- Францфельд (Гараголь) — колонія німців при річці Дністровському лимані, 1742 особи, 98 дворів, римо-католицька церква, школа.